# Alphaproteobacteria
Alphaproteobacteria (do grego alpha, primeira  letra do alfabeto grego; + Proteus, deus do oceano capaz de mudar de forma; + bakterion, pequeno bastão; + ia, sufixo que indica classe) é uma classe de bactérias gram-negativas do filo Proteobacteria. A classe é baseada na análise filogenética de seqüências de 16S rRNA, e todos os membros são relacionados com a ordem-tipo Caulobacterales.

## Ordens
Nove ordens são reconhecidamente válidas, e duas, "Kopriimonadales" e "Parvularculales" não estão validadas.
- Caulobacterales Henrici & Johnson 1935
- Kiloniellales  Wiese, Thiel, Gärtner, Schmaljohann & Imhoff 2009
- "Kopriimonadales" publicação não validada
- Kordiimonadales Kwon, Lee, Yang & Kim 2005
- "Parvularculales" publicação não validada
- Rhizobiales Kuykendall 2006
- Rhodobacterales Garrity, Bell & Lilburn 2006
- Rhodospirillales Pfennig & Trüper 1971
- Rickettsiales Gieszczykiewicz 1939
- Sneathiellales Kurahashi, Fukunaga, Harayama & Yokota 2008
- Sphingomonadales Yabuuchi & Kosako 2006